# Chiesa dei Santi Ippolito e Cassiano (Agnosine)
La chiesa dei Santi Ippolito e Cassiano è la parrocchiale di Agnosine, in provincia e diocesi di Brescia; fa parte della zona pastorale della Bassa Val Sabbia.

## Storia
La prima citazione di una chiesa ad Agnosine, filiale della pieve di Santa Maria Assunta di Bione, risale al 1037.

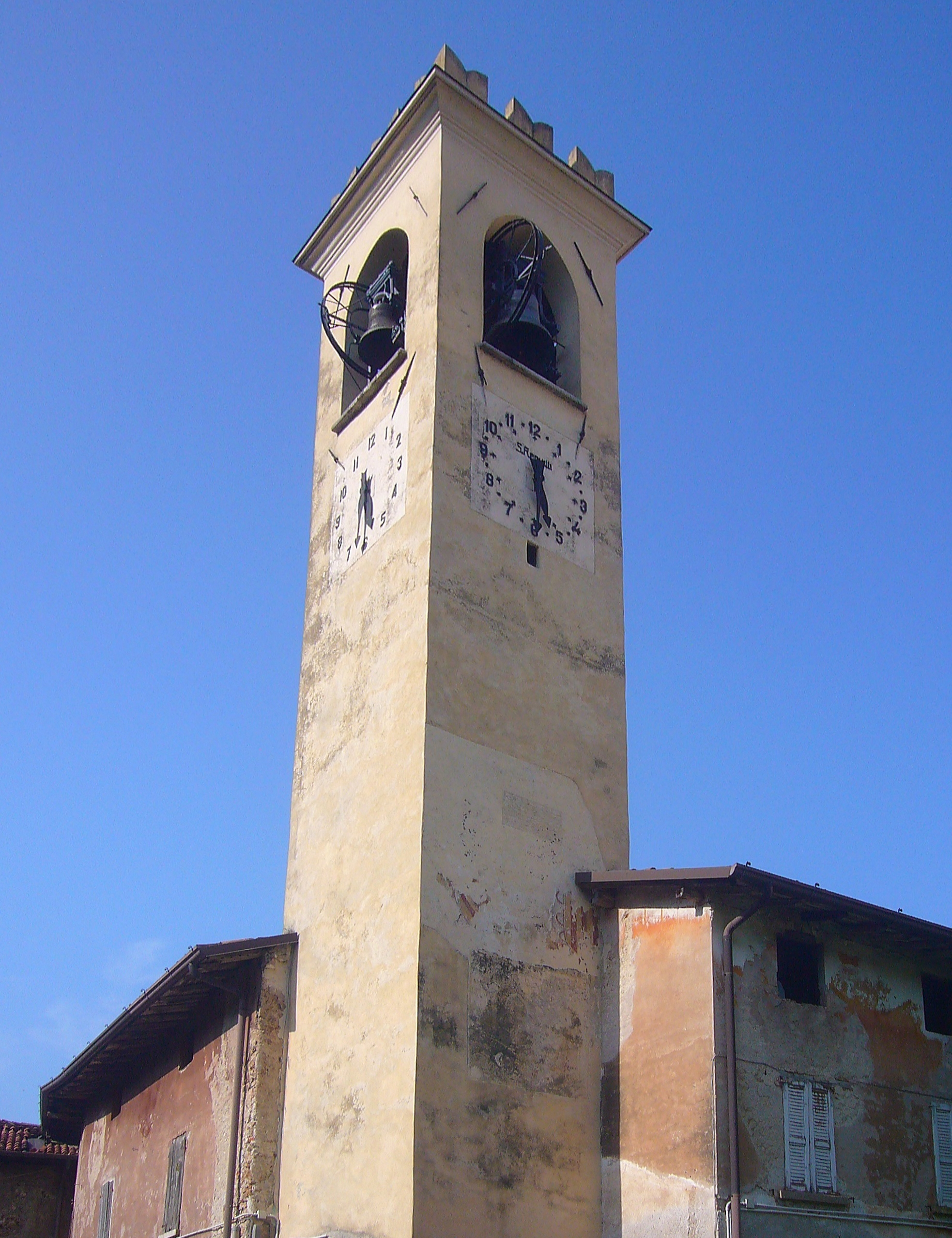
Il campanile

Nel Quattrocento l'edificio venne decorato da affreschi; col passare del tempo, però, si rivelò insufficiente a soddisfare le esigenze dei fedeli, che già nel XVII secolo ammontavano a circa 1500.
La nuova chiesa, neoclassica, fu costruita nel 1771 e terminata nel 1840 con la facciata progettata dall'architetto Rodolfo Vantini; nel 1872 il vescovo di Brescia Girolamo Verzeri impartì la consacrazione.
Nella prima metà del Novecento la chiesa fu restaurata; negli anni settanta si procedette all'adeguamento liturgico secondo le norme postconciliari mediante l'aggiunta di un altare rivolto verso l'assemblea.

## Descrizione

### Esterno
La facciata a capanna della chiesa, rivolta a occidente e caratterizzata dalla scritta "Ego sum via veritas et vita", è scandita da quattro lesene e controlesene scanalate sorreggenti la trabeazione modanata e presenta al centro il portale d'ingresso, affiancato da due semicolonne e sormontato dal frontoncino, ai lati due nicchie con statue e sopra una finestra; il prospetto è coronato dal timpano triangolare spezzato.
A una quindicina di metri dalla parrocchiale si erge il campanile a base quadrata, la cui cella presenta su ogni lato una monofora a tutto sesto ed è coronata da una merlatura in stile guelfo.

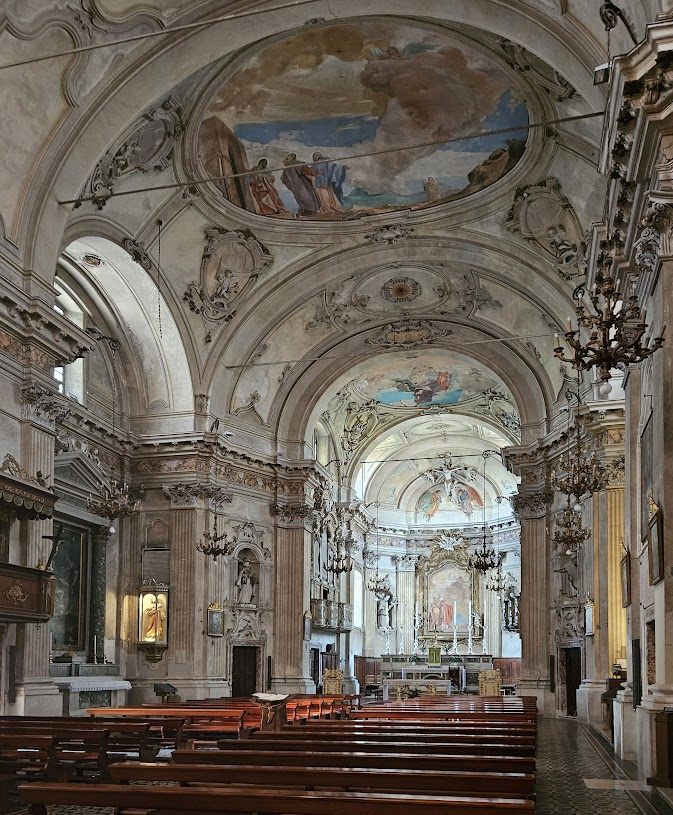
L'interno

### Interno
L'interno dell'edificio si compone di un'unica ampia navata, sulla quale si affacciano le cappelle laterali introdotte da archi a tutto sesto e le cui pareti sono scandite da lesene sorreggenti la trabeazione modanata e aggettante sopra la quale si impostano la volte a vela; al termine dell'aula si sviluppa il presbiterio, rialzato di alcuni gradini e chiuso dall'abside di forma poligonale, nella quale è collocata la soasa dell'altare maggiore.
Qui sono conservate diverse opere di pregio, tra le quali l'organo, costruito nel 1899 dalla ditta Bianchetti e Facchetti e poi restaurato nel 1967, gli affreschi dipinti nel XX secolo da Vittorio Trainini e la pala raffigurante la Madonna del Rosario con i Santi Domenico e Caterina, risalente al XVI secolo e restaurata nel 2017.